# Limbury
Limbury är en stadsdel i Luton i grevskapet Bedfordshire i England. Stadsdelen hade 8 540 invånare år 2021. Limbury var en civil parish 1896–1928 när blev den en del av Luton, Streatley with Sharpenhoe, Stopsley och Sundon. Civil parish hade 1 534 invånare år 1921.